# 霍尔扎普菲尔氏菌属
霍尔扎普菲尔氏菌属（学名：Holzapfelia）为乳杆菌科的一个属。

## 下属物种
本属包括以下物种：
- 栖花霍尔扎普菲尔氏菌 Holzapfelia floricola Floricola, 2020，基异名：Lactobacillus floricola Kawasaki et al. 2011